# 330 pr. n. št.

## Dogodki
- Aleksander Veliki napade Baktrijo in požge Perzepolis
- začetek makedonskega pohoda v vzhodni Iran

## Smrti
- 14. avgust - Kidinu, kaldejski astronom (* okoli 400 pr. n. št.)
- Darej III. - perzijski kralj (* okoli 380 pr. n. št.)